# Comuna Kameane, Novîi Buh
Kameane (în ucraineană Кам'яне) este o comună în raionul Novîi Buh, regiunea Mîkolaiiv, Ucraina, formată din satele Kameane (reședința), Mîroliubivka, Novohrîhorivka, Novorozanivka și Pelahiivka.

## Demografie
Componența lingvistică a comunei Kameane
     Ucraineană (97,36%)
     Rusă (2,14%)
     Alte limbi (0,51%)
Conform recensământului din 2001, majoritatea populației comunei Kameane era vorbitoare de ucraineană (97,36%), existând în minoritate și vorbitori de rusă (2,14%).